# George Bridgewater
George Bridgewater, född den 18 januari 1983 i Wellington i Nya Zeeland, är en nyzeeländsk roddare.
Han tog OS-brons i tvåa utan styrman i samband med de olympiska roddtävlingarna 2008 i Peking.